# Brzeg Głogowski
Brzeg Głogowski, německy Brieg, je vesnice ve gmině Żukowice v okrese Głogów v Dolnoslezském vojvodství v Polsku. Geograficky se nachází na levém břehu veletoku Odra na rozhraní geomorfologických celků Pradolina Głogowska a Wzgórza Dalkowskie v Dolním Slezsku.

## Historie a popis
První známá písemná zmínka o obci se objevuje v latinské listině z roku 1222. Dlouhou dobu, až do poloviny 16. století, patřil Brzeg Głogowski členům rodu von Glaubitz. V letech 1975-1998 patřila obec administrativně k již zaniklému Legnickému vojvodství.

### Kostel ze 13. století
Nejstarší zmínka o kostele Kościół Bożego Ciała w Brzegu Głogowskim (kostel Božího těla) a místním rytířském sídle pochází z roku 1319. Navzdory mnoha přestavbám se v kostele, který je postaven z kamene a cihel, zachovalo mnoho prvků románské architektury 13. století. Ve vybavení interiéru kostela převládají renesanční a barokní prvky, mezi nimiž jsou i fragmenty románské architektury. Ve střední části presbytáře kostela se nachází olejomalba „Večeře Páně“ na plátně z první poloviny 18. století. V kostele se nachází také náhrobky a epitafy několika místních osobností.

### Zámecký komplex z 18. století
V obci se nachází zachovalý zámecký komplex na kopci. Na jeho východní straně se rozkládá zámecký park. zámek je postaven na místě středověkého rytířského sídla a byl několikrát přestavován a rozšiřován.

### Vybavení obce
Brzeg Głogowski má základní školu, sportovní zařízení, místní sbor dobrovolných hasičů, prodejnu potravin, obecní úřad, faru, hřbitov, knihovnu a železniční stanici na železniční trati mezi městy Wroclaw (Vratislav) a Szczecin (Štětín). Přes vesnicí vede vojvodská silnice č. 292.

## Další informace

### Turistika
Město leží na dálkové cyklotrase Cyklistická trasa řeky Odry (Rowerowy Szlak Odry).

## Galerie

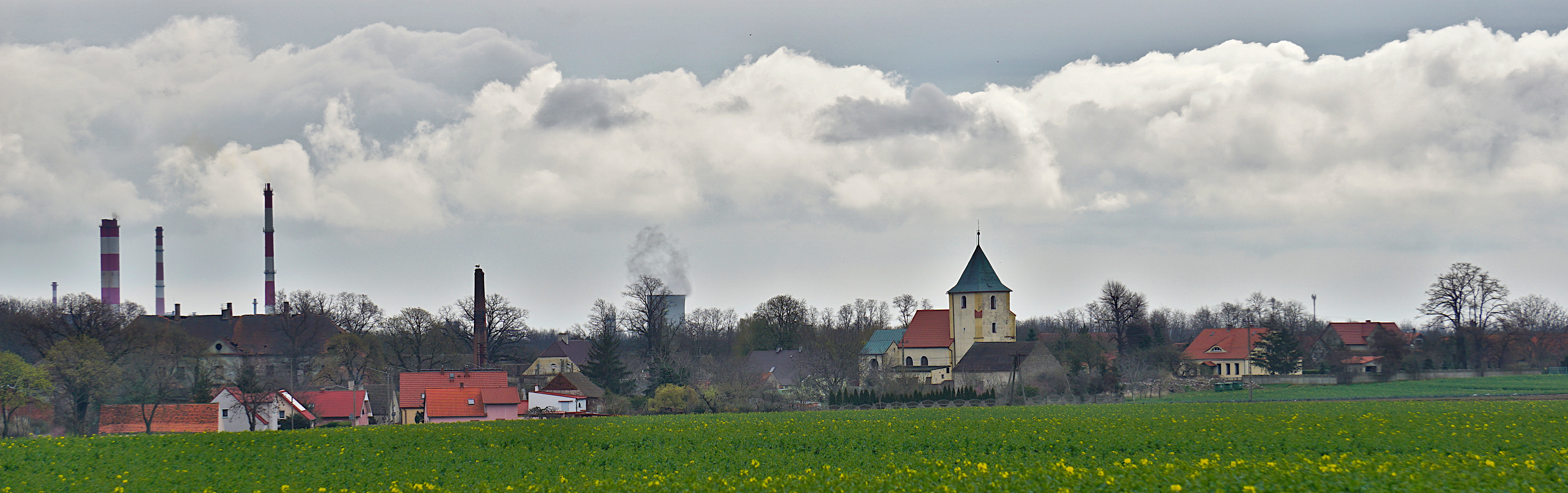
Pohled na vesnici
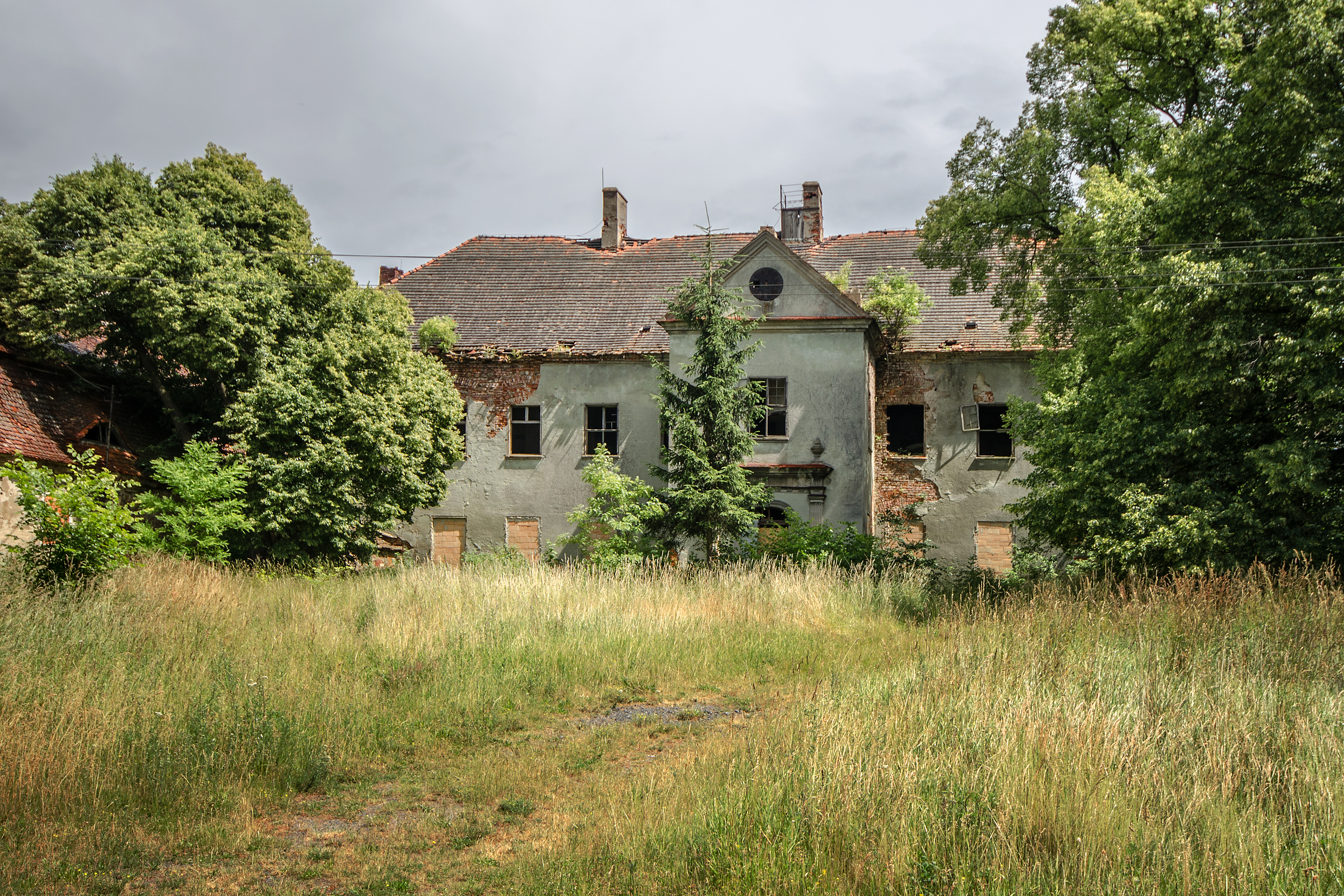
Ruina budovy zámeckého komplexu